# 扎格瑞布美術館
扎格瑞布美術展覽館是位於克羅埃西亞扎格瑞布的一座美術館，位於扎格瑞布下城區。

## 历史
美術展覽館成立於1898年，是東南歐歷史最悠久的美術館。美術館專供大型特展展出使用。

## 外部連結
- 官方网站 （克羅埃西亞文） （英文）